# سندباد (موسيقى 1891)
سندباد أو خادمة باسورا (بالإنجليزية: Sinbad or The Maid of Balsora)‏ عبارة عن مسرحية موسيقية من ألحان و. ه. باتشيلور وتأليف وكلمات هاري ب. سميث.

## عنها
افتتح الإنتاج الأصلي في 11 يونيو 1891 في شيكاغو، بطولة إدي فوي. إنتاج ديفيد هندرسون، الذي كانت شركته معروفة آنذاك باسم شركة الروعة الأمريكية.

## الكادر الأصلي
حسب الظهور:
- فاني وارد في دور كيوبيد
- إيدا مول في دور ناينتا
- لويز إيسينغ في دور سندباد
- هاري نورمان في دور سنارليو
- هربرت جريشام في دور كونت سباغيتي
- فاني دوبال في دور معلمة المدرسة
- إدي فوي في دور فريسكو
- آرثر دن في دور رجل البحر العجوز

## الأغاني
- «إنه لم يعد أبدًا»
- «هذا ما تقوله الموجات العاتية»
- «المال»
- «تهويدة الأمواج»
- «بوغي مان»
- «أجراس الزفاف»
- «أوه! ما الأختلاف في الصباح» (مقتبس من قبل فرانك نورمان)[3]
- «وداعًا.. قالها مارجوري»[ا]

## الملاحظات
1. ↑  This song is copyright 1893 and was probably a later interpolation by cast member Henry Norman.